# Afrikansk ormhalsfågel
Afrikansk ormhalsfågel (Anhinga rufa) är en fågel i familjen ormhalsfåglar inom ordningen sulfåglar.

## Utseende
Ormhalsfåglarna är skarvlika fåglar med mörk fjäderdräkt. De är fiskätare, har mycket lång hals och simmar ofta med bara halsen ovanför vattenytan. När de simmar på detta sätt kan de likna en orm vilket gett dem namnet ormhalsfåglar.

## Utbredning och systematik
Afrikansk ormhalsfågel delas in i tre underarter med följande utbredning:
- Anhinga rufa chantrei – förekommer i Iran och Irak i våtmarker i nedre delen av området kring floderna Tigris och Eufrat; tidigare även i Turkiet där den dog ut i början av 1960-talet
- Anhinga rufa rufa – förekommer i Afrika söder om Sahara
- Anhinga rufa vulsini – förekommer på Madagaskar

Traditionellt placerades ormhalsfåglarna i ordningen pelikanfåglar men molekylära och morfologiska studier har visat att denna ordning är parafyletisk.. Förslagsvis har därför ormhalsfåglarna flyttats till den nya ordningen Suliformes tillsammans med sulor, skarvar och fregattfåglar.

## Levnadssätt
Ormhalsfåglarna saknar uropygialkörtel vilket är en oljeproducerande körtel, som exempelvis änder har, och vars olja används för att täta fjäderdräkten mot vatten. Detta gör att ormhalsfåglarnas fjäderdräkt drar åt sig vatten, vilket gör den tyngre i vatten och den kan därmed knappt flyta. Istället underlättar detta vid dyk efter fisk och ormhalsfågeln har en stor kapacitet att stanna länge under vatten.
Vid behov torkar ormhalsfågeln sina vingar genom att sittande sträcka ut vingarna en längre tid tills de är torra. Om vingarna fortfarande är våta kan den bara lyfta med stor ansträngning och den lyfter då genom att springa på vattenytan samtidigt som den flaxar kraftigt med vingarna. Ormhalsfåglarna jagar ofta i mindre grupper.
Afrikansk ormhalsfågel hittas i sjöar, dammar och långsamt rinnande floder, mer sällan i kustnära laguner och flodmynningar.

## Status
Arten har ett stort utbredningsområde och beståndet anses vara stabilt. Internationella naturvårdsunionen IUCN listar den därför som livskraftig (LC). Den är relativt fåtalig och världspopulationen uppskattas till endast mellan 17 000 och 84 400 könsmogna individer.

## Bilder

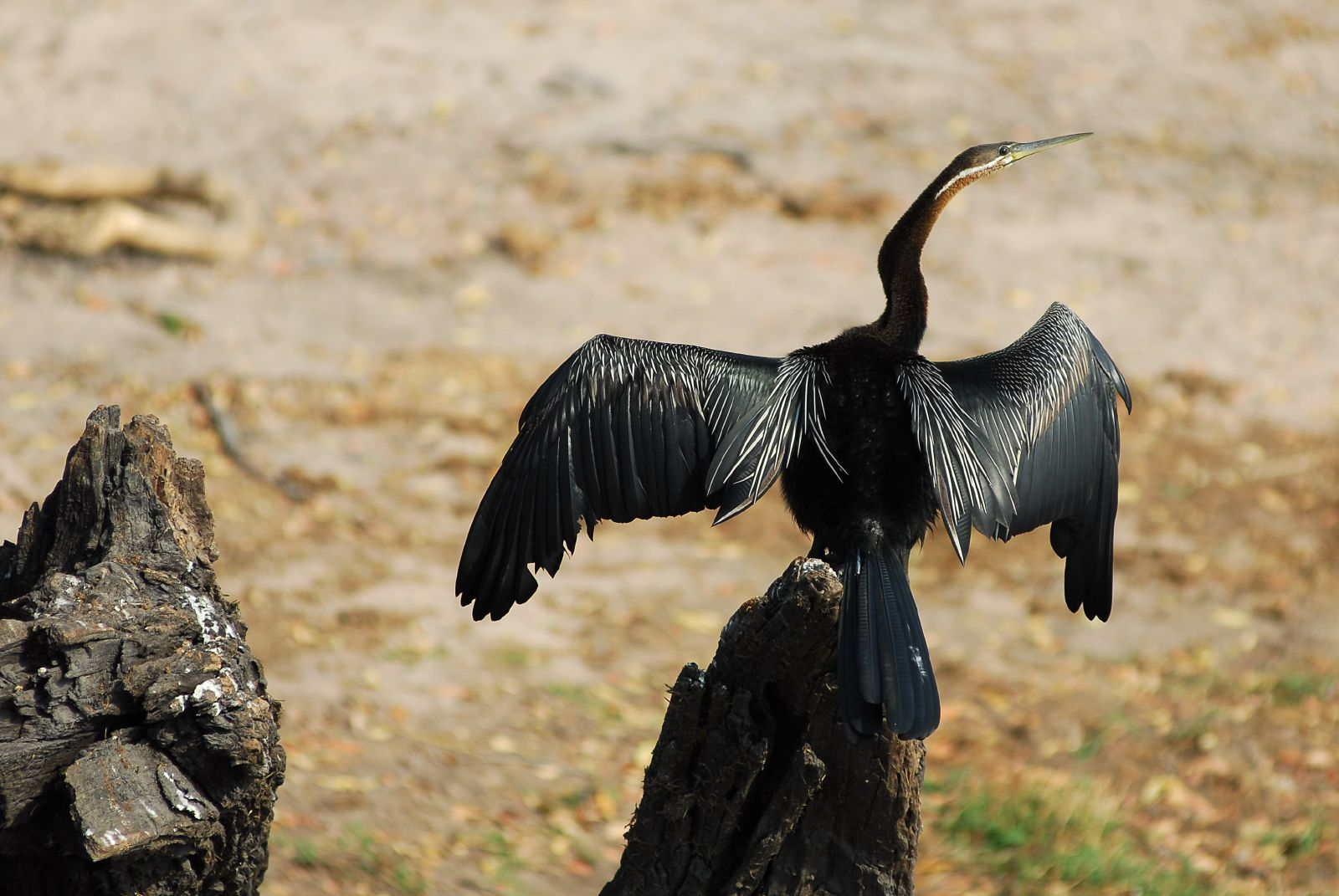
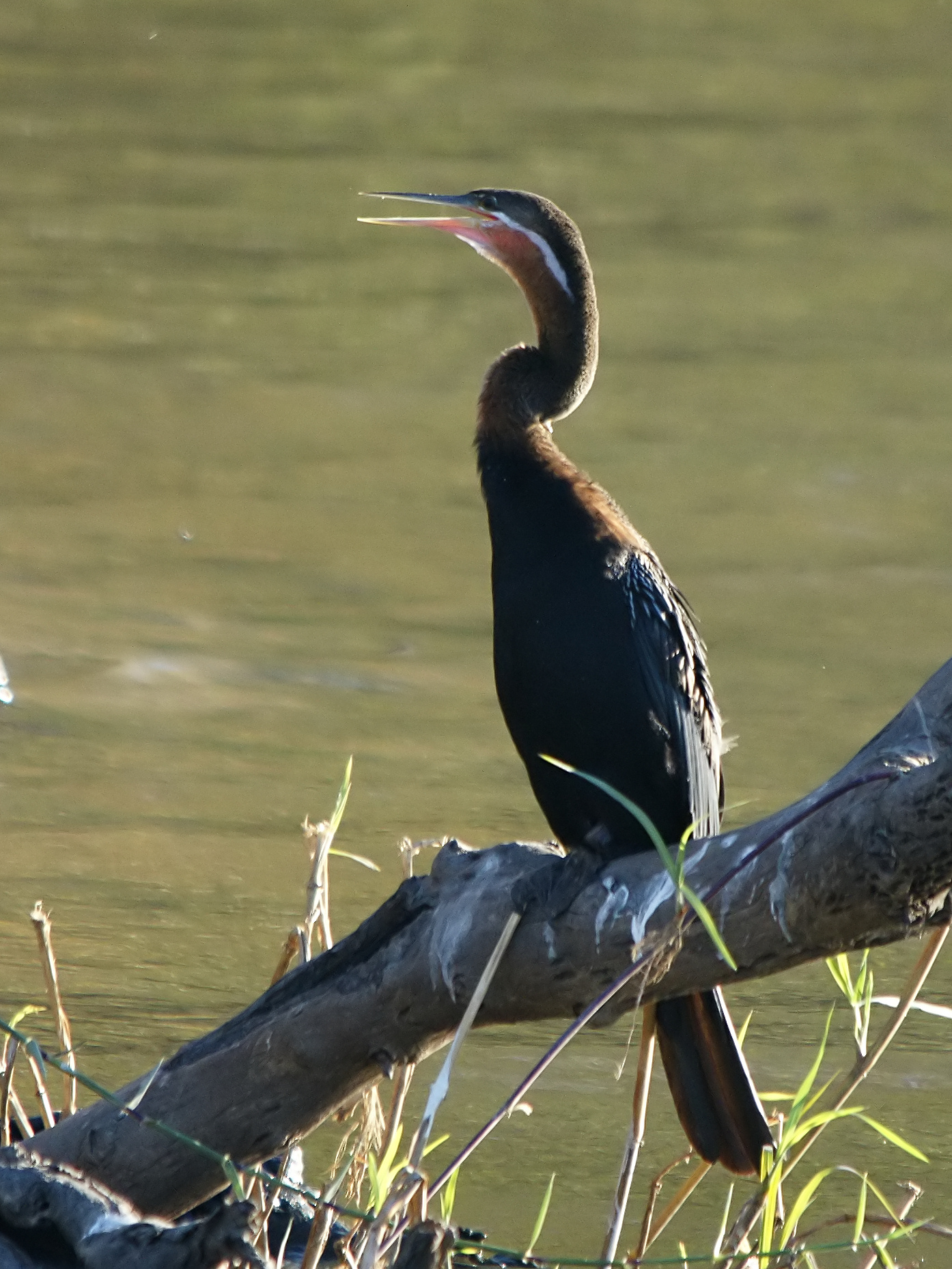
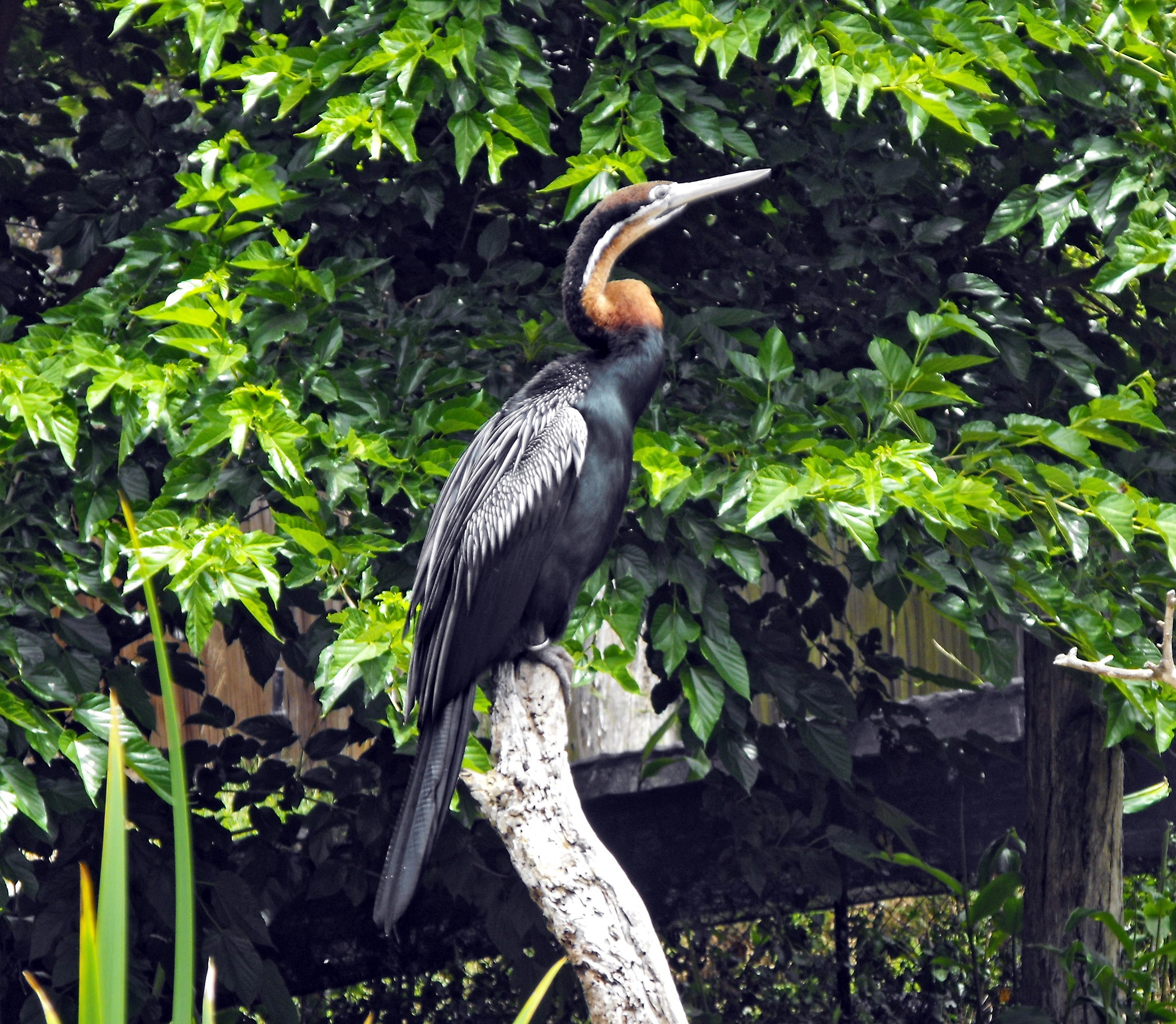
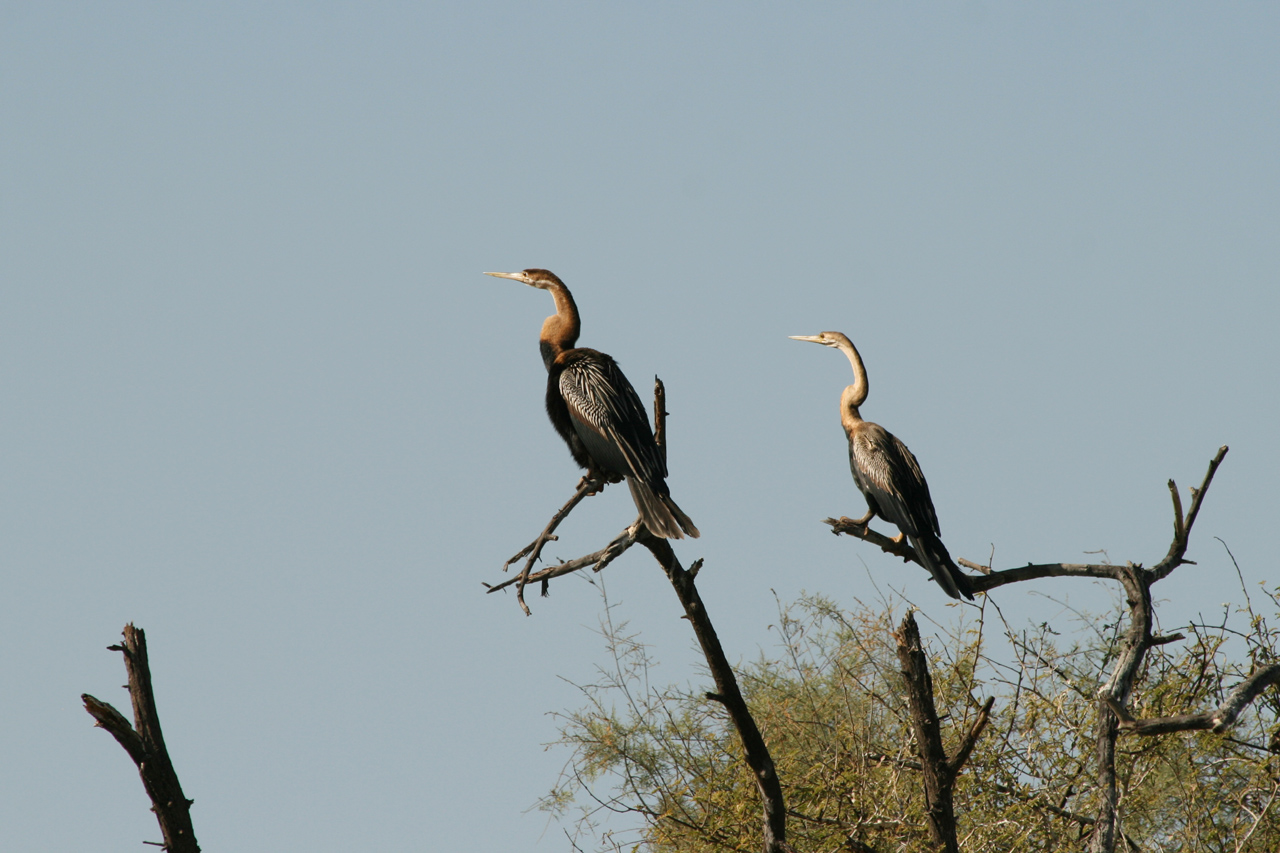
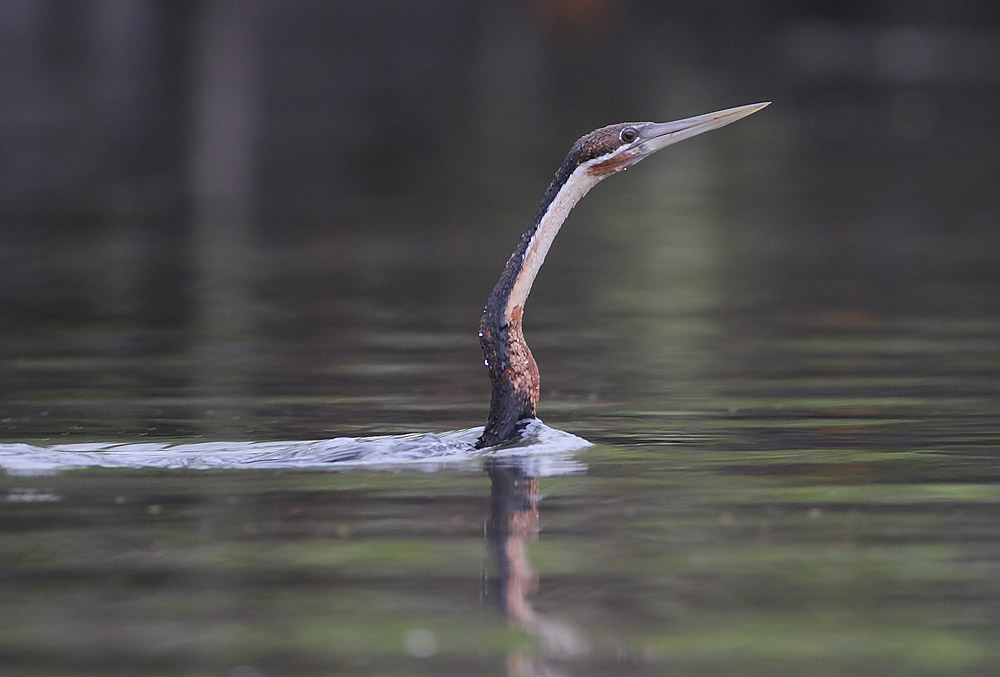
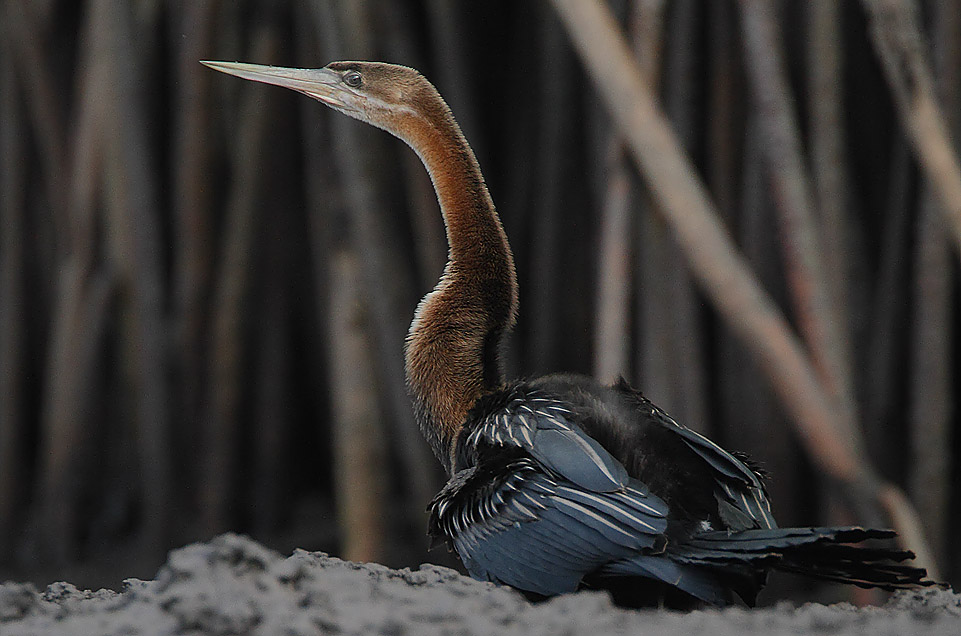
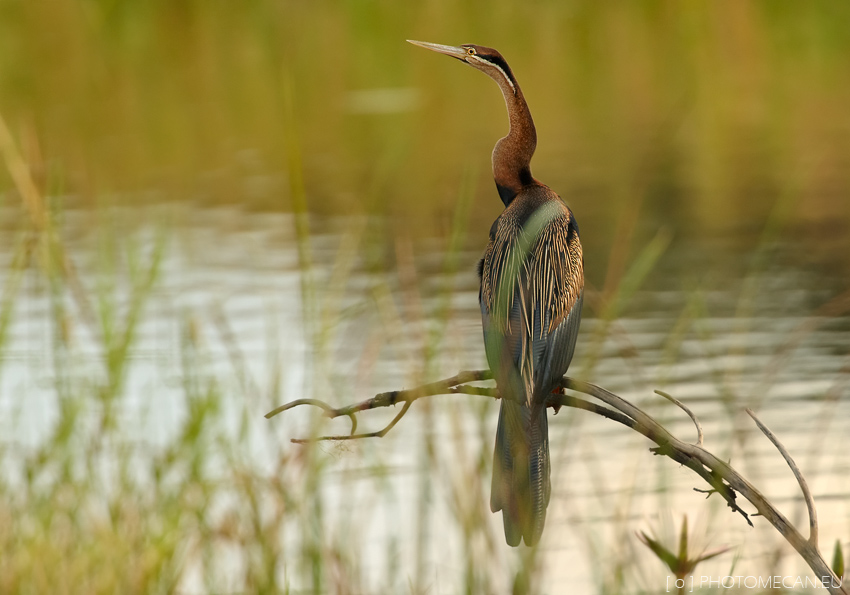
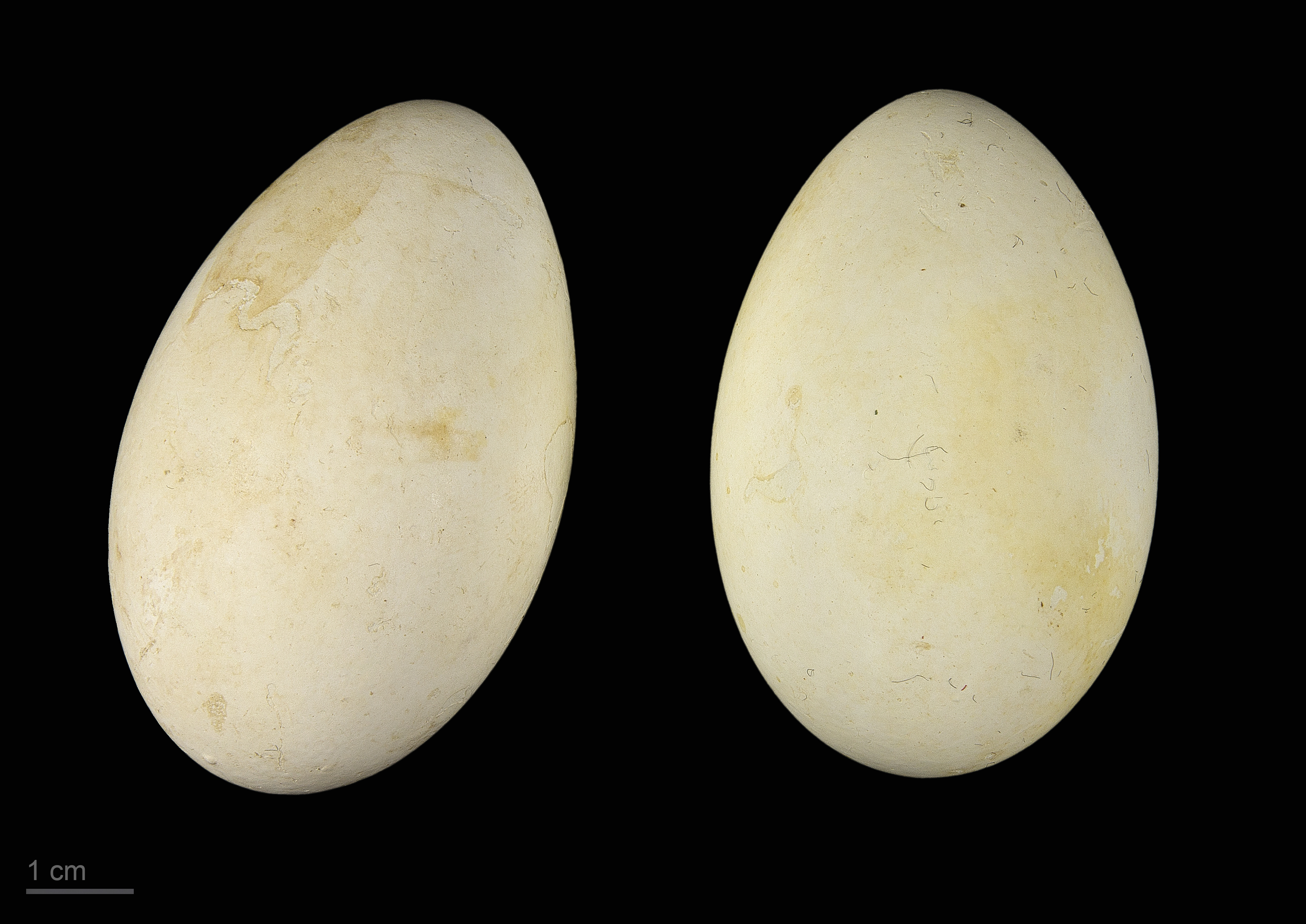
Museum specimen